# Câmara (tribunal)
Em um tribunal, câmara é um subgrupo desse tribunal competente para julgar determinados processos, conforme estabelecido no regimento interno desse tribunal. Muitos tribunais utilizam a nomenclatura turma ao invés de câmara.
As atribuições de uma câmara estão estabelecidas nesse regimento interno, sendo comum que o julgamento da câmara representa o julgamento do tribunal. Em casos especiais, também previstos em lei ou no regimento interno, a decisão da câmara pode ser reapreciada por outro grupo de magistrados do mesmo tribunal (grupo maior ou composto por magistrados com atribuições maiores, como os integrantes do órgão especial).
A quantidade de integrantes em cada câmara depende do que dispor o regimento interno (usualmente 3 ou 5 membros). Um tribunal com grande quantidade de integrantes tende a ter uma quantidade maior de câmaras, possibilitando julgar simultaneamente maior número de processos.